# Чикваидзе, Александр Давидович
Алекса́ндр Дави́дович Чикваи́дзе (груз. ალექსანდრე დავითის ძე ჩიკვაიძე; 19 января 1932, Тифлис, Грузинская ССР — 8 мая 2012, Тбилиси, Грузия) — советский дипломат и грузинский государственный деятель, министр иностранных дел Грузии (1992—1995).

## Биография
В 1955 году окончил юридический факультет МГУ им. М. В. Ломоносова, в 1979 году — Дипломатическую академию МИД СССР. Затем — Академию общественных наук при ЦК КПСС. Доктор исторических наук.
- В 1964 году — на комсомольской работе.
- В 1967—1969 годах — вице-консул генерального консульства СССР в Бомбее.
- В 1969—1973 годах — первый секретарь посольства СССР в Великобритании.
- В 1973—1979 годах — занимал ответственные посты в партийных и госорганах Грузии.
- В 1979—1983 годах — генеральный консул СССР в Сан-Франциско.
- В 1983 году присвоен ранг чрезвычайного и полномочного посла СССР.
- С 21 мая 1983 по 28 июня 1985 года — чрезвычайный и полномочный посол СССР в Кении, постоянный представитель СССР в Программе Объединённых Наций по окружающей среде (ЮНЕП) и в Программе Объединённых Наций по населённым пунктам (ООН-Хабитат).
- В 1985—1989 годах — заведующий сектором отдела дипломатических кадров ЦК КПСС.
- С 20 октября 1988 по 18 марта 1992 года — чрезвычайный и полномочный посол СССР/России в Нидерландах.
- В 1992—1993 годах — первый вице-премьер Грузии.
- В 1992—1995 годах — министр иностранных дел Грузии.
- В 1996—2003 годах — чрезвычайный и полномочный посол Грузии в Греции.
- В 2003—2006 годах — чрезвычайный и полномочный посол Грузии в Швейцарской Конфедерации и при Святом Престоле (до 2004) и постоянный представитель Грузии при отделении ООН и других международных организациях в Женеве[1].

С 2006 года читал лекции в Тбилиси, с 2006 года являлся почётным президентом дипломатической академии Грузии.
Председатель Шахматной федерации Грузинской ССР (1974—1978) и СССР (1986—1988). Большая дружба связывала Чикваидзе с чемпионом мира по шахматам Гарри Каспаровым.
Именем Александра Чикваидзе названа улица в Тбилиси.